# Пјано ди Конка (Лука)
Пјано ди Конка је насеље у Италији у округу Лука, региону Тоскана.
Према процени из 2011. у насељу је живело 1970 становника. Насеље се налази на надморској висини од 7 м.